# Храм Святого Людовика Французского (Москва)
Храм Свято́го Людо́вика Францу́зского (фр. Eglise Saint Louis des Français à Moscou) — римско-католический храм в Москве, расположенный на улице Малая Лубянка, д. 12/7, стр. 8. Один из трёх действующих католических храмов Москвы, наряду с кафедральным собором Непорочного Зачатия Пресвятой Девы Марии и храмом святой Ольги.
В храме служат мессы на русском, французском, английском, итальянском и вьетнамском языках. При церкви действует воскресная школа, скаутское движение Скауты Европы (англ.).

## История

### XVII—XVIII века
Ещё в 1627 году посол французского короля Людовика XIII Луи де Гай попытался добиться разрешения властей построить в Немецкой слободе церковь для французских купцов. Но иметь свои храмы и духовенство в Москве католикам долгое время запрещалось. Первый деревянный католический храм появился только в 1688 году, его прихожанами стали также французы. До появления у французов собственной церкви в Москве они были прихожанами старейшей католической церкви Москвы — храма святых апостолов Петра и Павла, но к концу XVIII века эта церковь стала слишком маленькой для увеличивающейся католической общины. Кроме того, проповеди в ней читались обычно на немецком и польском языках, в связи с чем французы намеревались основать отдельный приход.
31 декабря 1786 года был подписан «Трактат между Россиею и Франциею, о дружбе, торговле и мореплавании», из которого следовало, что «совершенная свобода веры дозволяется французским подданным в России». В связи с этим в августе 1789 года инициативная группа, в которую входили видные французские семьи, вице-консул и священники, разослала всем московским французам приглашение на общее собрание. После собрания московские французы в том же году подали прошение о разрешении им строительства отдельного католического храма. Просьбу своих соотечественников поддержал французский консул в Москве Пьер Мартен, но решение этого вопроса затянулось на несколько лет. Первым священником отделившегося прихода стал аббат Пем де Матиньикур из округа Шалон-сюр-Марн во Франции. 10 марта 1790 года была освящена часовня в доме вице-консула де Босса.
После получения одобрения императрицы Екатерины II и разрешения от московских властей, у господина Протасьева был выкуплен участок между улицей Малой Лубянкой и Милютинским переулком, где была построена небольшая деревянная французская церковь, освящение которой, во имя французского короля Людовика IX Святого, состоялось 30 марта 1791 года. Эта маленькая церковь дала начало будущему островку французской общины, которая получила большое развитие. Московские французы налаживали связи друг с другом, а французские священники пользовались успехом среди русской аристократии как воспитатели детей русского дворянства. В 1792 году архиепископ Станислав Сестренцевич предписал следующее разделение на два католических прихода: в новый (св. Людовика) переходят все подданные французского королевства, выходцы из других стран, где говорят по-французски, могут раз и навсегда выбрать один из двух приходов, остальные католики — остаются в старом приходе (свв. Петра и Павла).
В начале 1793 года в Россию пришло известие о казни Людовика XVI, при дворе был объявлен траур. Указами императрицы Екатерины II приостанавливалось действие заключённого трактата от 1786 года, менялся статус французской церкви, которой отныне запрещалось называться французской, прекращалось прикрепление к приходу и деление паствы по национальному признаку, настоятель церкви св. Людовика был обязан подчинялся настоятелю церкви свв. Петра и Павла, а проповеди должны были читаться в обеих церквях также по-немецки. В том же году первый настоятель церкви св. Людовика, Пем де Матиньикур, был выслан из России.

### XIX век

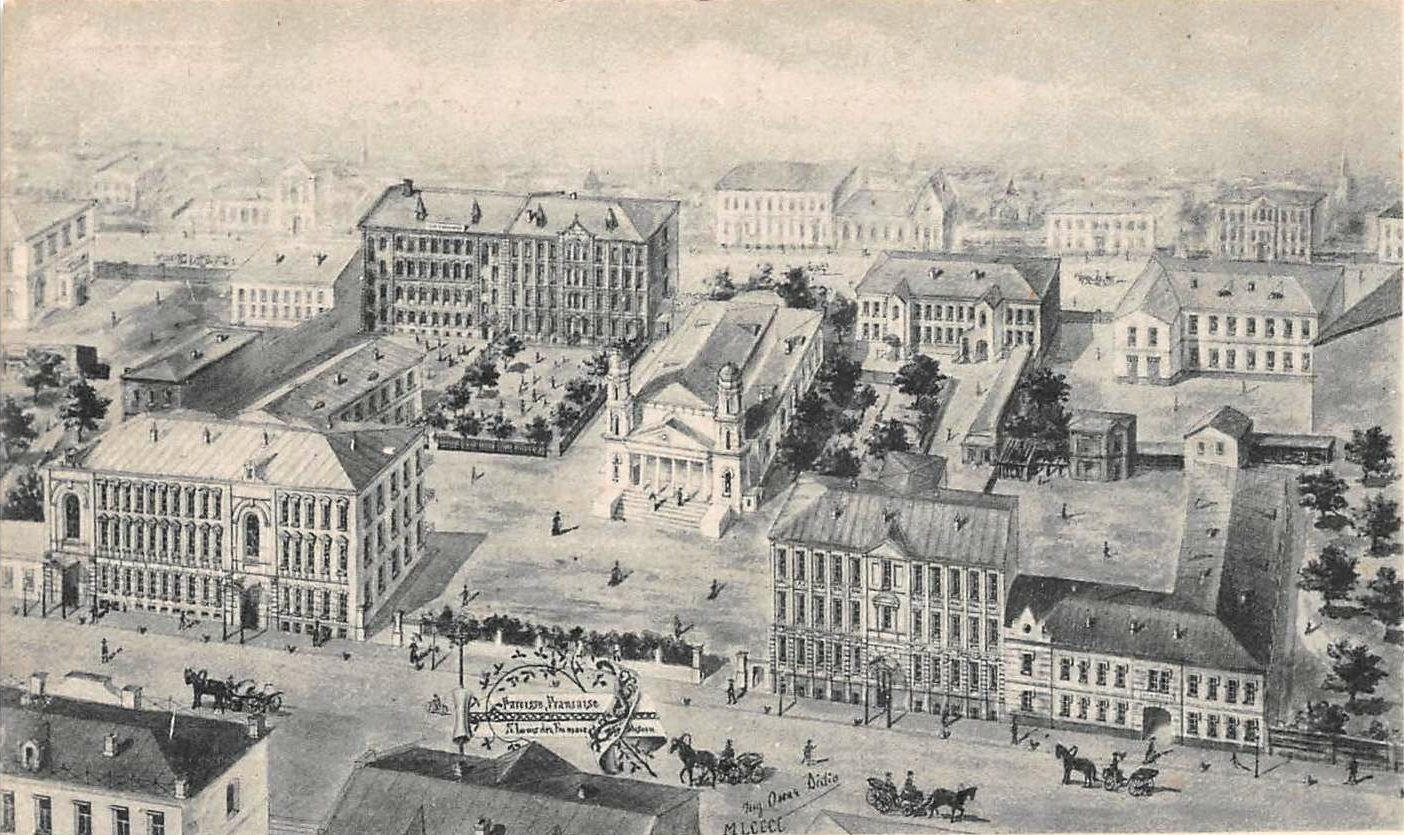
Литография проекта О. Ф. Дидио, 1900 г.

15 февраля 1812 года распоряжением архиепископа Станислава Сестренцевича московские приходы снова чётко разграничили: к французскому приходу Сен-Луи должны были принадлежать все рождённые на территории Французской империи и выходцы из неё, языковой фактор во внимание не принимался, остальные католики Москвы должны были принадлежать к Петропавловской церкви, настоятелю которой запрещалось вмешивать в дела французской церкви.
Во время пожара Москвы 1812 года церковь не пострадала. Благодаря вкладам прихожан и займу в 50 тысяч рублей ассигнациями, выданному русским правительством на льготных условиях, в 1827 году было начато строительство каменного храма по проекту архитектора Доменико Жилярди, а закончено в 1830 году. Однако освящение состоялось лишь 17 июня 1849 года, о чём напоминает мраморная доска с надписью на латыни в алтарной части церкви.
При храме св. Людовика существовал ряд учебных заведений. Благодаря помощи меценатов в 1821 году был открыт приют св. Доротеи, для которого в 1885 году на Малой Лубянке было выстроено отдельное здание, слева от храма. В 1861 году основано мужское реальное училище св. Филиппа Нери, а в 1888 году на пожертвование княгини Любомирской в размере 30 тысяч рублей было создано женское училище св. Екатерины, которое в 1899 году получило статус гимназии. Оба училища в 1898 году разместились в построенном по проекту архитектора О. Ф. Дидио доме из красного кирпича в Милютинском переулке. Приходу также принадлежала часовня святой Марии Магдалины на Немецком кладбище.

### XX век
К 1917 году число прихожан насчитывало 2700 человек. После революции 1917 года для храма наступили тяжёлые времена. В связи c декретом «Об отделении церкви от государства и школы от церкви» Совета народных комиссаров РСФСР от 23 января 1918 года, церковное имущество было национализировано, неоднократно проводились обыски и разорялся храм, а учебные заведения при церкви к 1919 году прекратили своё существование. Начался массовый выезд французов из Москвы, в 1921 году страну вынужден был покинуть настоятель церкви Жан-Мари Видаль. До 1926 года французский приход опекал Пётр Зелинский, настоятель храма святых апостолов Петра и Павла в Милютинском переулке. В 1926 году епископ Мишель д’Эрбиньи втайне от советских властей рукоположил в епископы в храме св. Людовика ассумпциониста П. Э. Невё и ещё двух священников — А. И. Фризона и Б. Слосканса. Д’Эрбиньи было предписано покинуть территорию СССР, что он и сделал в сентябре того же года. Вскоре тайна была раскрыта и предпринимались попытки выслать епископа Невё, но его оставили в стране после протестов французского посольства, но в 1936 году не впустили в СССР после курса лечения во Франции. Большинство активных прихожан было репрессировано.
После закрытия двух московских католических церквей, святых Петра и Павла (1933) и Непорочного Зачатия (1938), храм св. Людовика оставался единственным открытым католическим храмом в Москве. Наряду с храмом Лурдской Божией Матери в Ленинграде, где служил французский священник Мишель Флоран, он стал одним из двух действующих католических храмов в РСФСР. Служивший в церкви с 1934 года американский священник-ассумпционист и капеллан посольства США Леопольд Браун после отъезда епископа Невё остался единственным католическим священником. Он был в Москве во все годы Великой Отечественной войны и сообщал в Ватикан о положении дел Церкви в СССР, а в конце 1945 года покинул страну, передав приход прибывшему Джоржду Энтони Лабержу, американскому священнику французского происхождения, своему собрату, священнику-ассумпционисту.
С начала 1990-х годов в жизни храма начался новый период. 13 апреля 1991 года папа Иоанн Павел II объявил о создании Апостольской администратуры для католиков латинского обряда европейской части России. Торжественное вступление в должность апостольского администратора архиепископа Тадеуша Кондрусевича состоялось в храме св. Людовика 28 мая того же года. В 1990-е годы была проведена масштабная реконструкция внутреннего пространства храма.

### XXI век
В июне—октябре 2017 года в храме проведены работы по замене кровли и реставрации фасадов. В мае-октябре 2018 года проведены масштабные работы по реставрации интерьера церкви.

## Приход святых апостолов Петра и Павла
В настоящее время, в связи с тем, что третий исторический католический храм Москвы — храм святых апостолов Петра и Павла в Милютинском переулке так и не был возвращён Церкви, в храме св. Людовика проводят службы как приход св. Людовика (преимущественно франко- и англоязычный), так и приход святых апостолов Петра и Павла (преимущественно русскоязычный).

## Архитектура

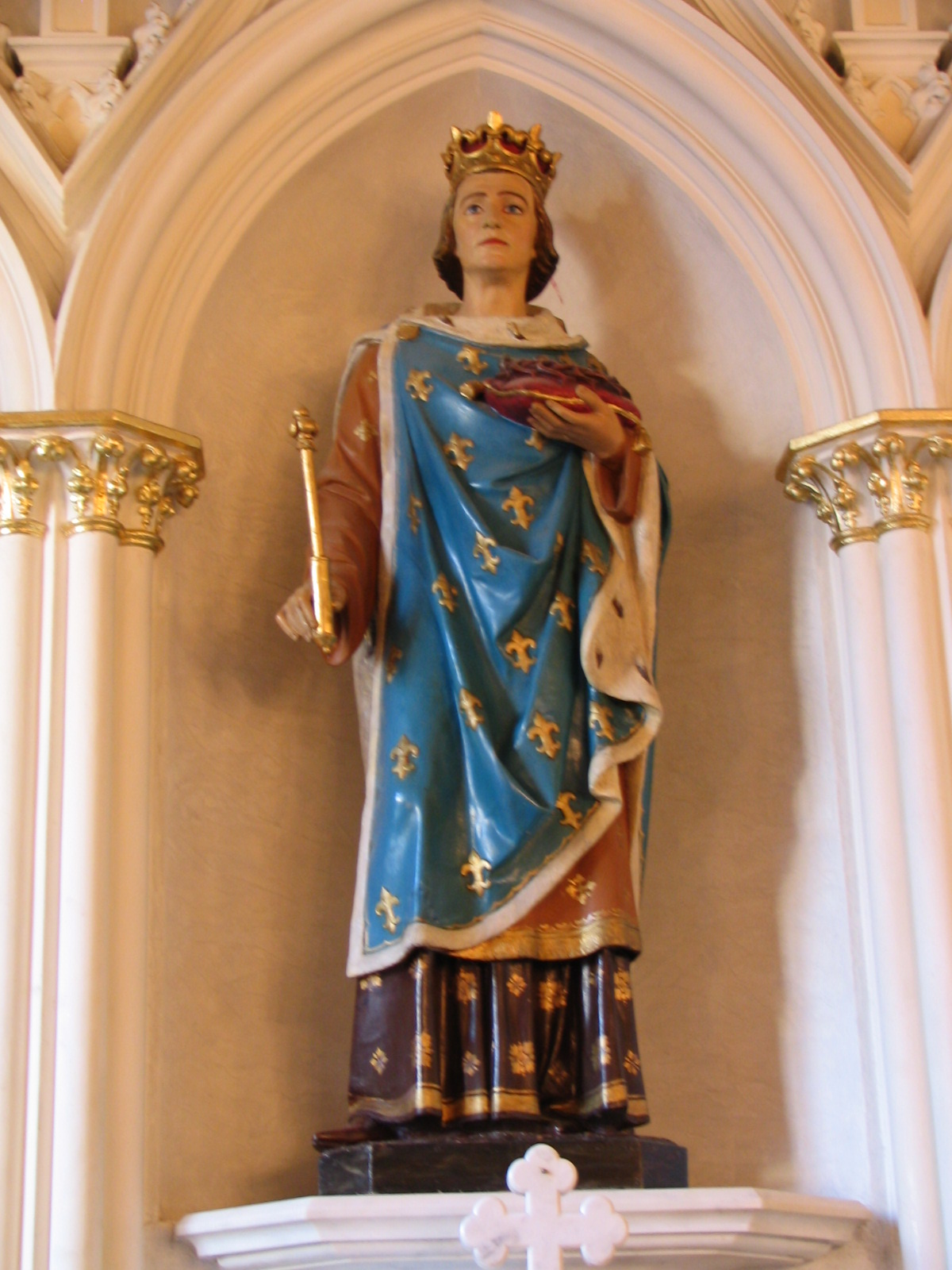
Статуя св. Людовика

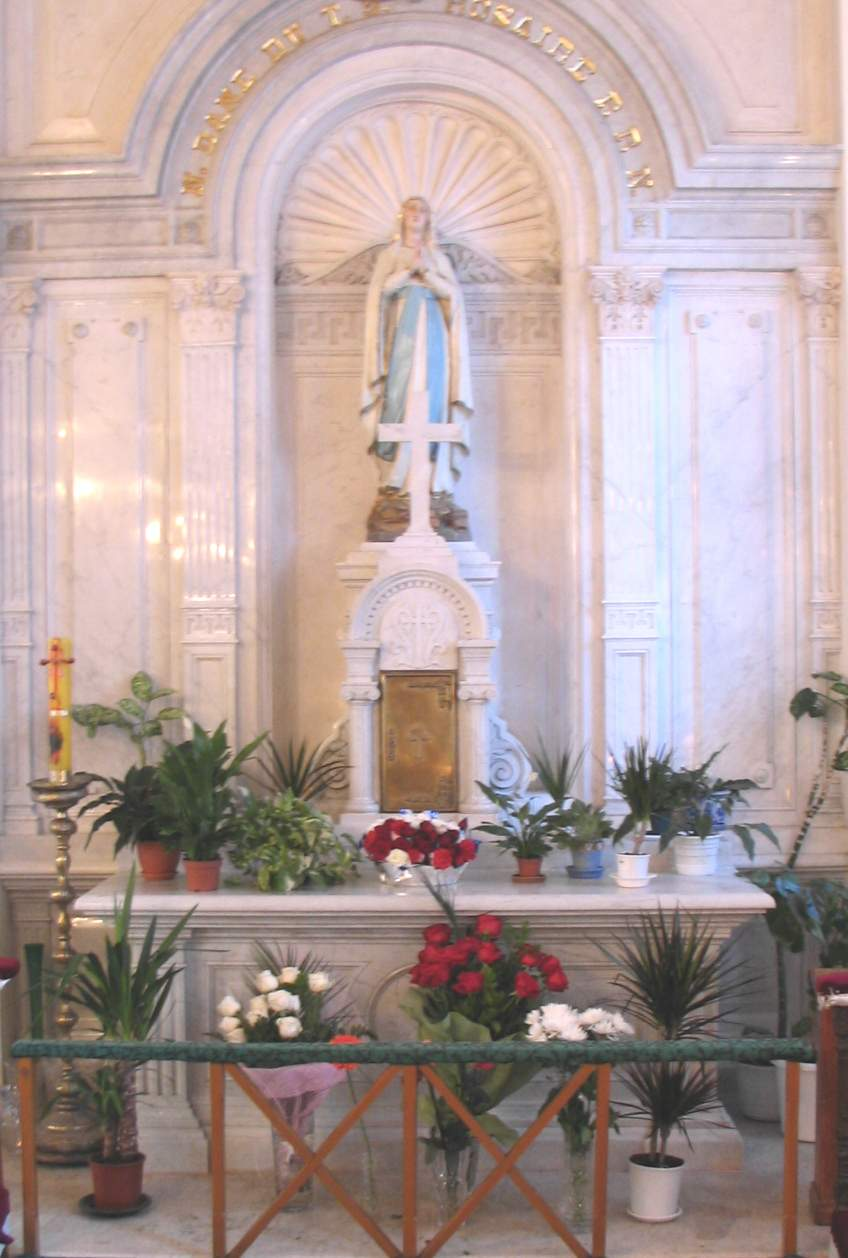
Алтарь Девы Марии в правом нефе

Храм святого Людовика построен в стиле позднего ампира и представляет собой трёхнефную базилику с полуциркульной апсидой, высоким центральным нефом с полуциркульным сводом и более низкими боковыми нефами. Главный фасад украшает шестиколонный портик, увенчанный треугольным фронтоном, по обеим сторонам от которых расположены невысокие башни-колокольни.
Над главным алтарём находится живописное изображение Преображения Господня. На алтаре левого нефа в центре расположена статуя св. Людовика, слева от него — статуя св. Бернара Клервосского, справа — св. Франциска Сальского. Немного правее, на отдельном постаменте, статуя св. Антония Падуанского. В алтаре левого нефа установлены небольшие статуи святых покровительниц Франции: св. Жанны д’Арк и св. Терезы из Лизьё.
В правом алтаре находилась статуя Пресвятой Девы Марии — Царицы Розария, впоследствии заменённая на статую Пресвятой Девы Марии Лурдской. Однако надпись на французском языке над статуей гласит: «Царица Святого Розария, молись о нас». После советского периода сохранился лишь один старинный витраж с изображением св. Иосифа, находящийся в правой части храма.

## Орган
По воспоминаниям Александра Гедике, который был приходским органистом церкви св. Людовика, орган в церкви был с 1850-х годов. Инструмент работы дерптского мастера Вильгельма Мюльферштедта (нем. Wilhelm Müllverstedt) имел 18 регистров, 2 мануала и педаль. В 1900 году новый французский орган «Charles Didier-Van Caster» (Нанси) заменил старый. Этот орган с 22 регистрами, 4 из которых — трансмиссионные в педали, 2 мануалами и педальной клавиатурой просуществовал на протяжении почти всего XX века, а в связи с установкой другого органа был полностью утрачен.
Установка нынешнего органа была завершена 28 апреля 1998 года. Сведения о фирме-изготовителе не сохранились. Это старый орган, который был передан церкви настоятелем Французской провинции ордена ассумпционистов и сменил за свою историю не одно место: капелла Божьей Матери Милостивой в Бордо, для которой он был изготовлен в 1892 году; Сан-Венанцио-э-Ансовино в Риме (1902—1928); Тулуза, где его в 1961 году переделали мастера французской фирмы «Бёше-Дебьер» (фр. Beuchet-Debierre); аббатство Сен-Мор (1986—1997).
Диспозиция органа церкви святого Людовика
| I. Grand Orgue C-c4 |      |
| Bourdun             | 16’  |
| Bourdon             | 8’   |
| Principal           | 8’   |
| Flûte a fuseau      | 8’   |
| Prestant            | 4’   |
| Doublette           | 2’   |
| Plein jeu 4 r.      | 1/3’ |

| II. Récit expressif C-g3 |      |
| Salicional               | 8’   |
| Voix celeste             | 8’   |
| Bourdon a chem.          | 8’   |
| Flûte douce              | 4’   |
| Quarte de nazard         | 2’   |
| Sesquialtera 2 r.        | 2/3’ |
| Basson                   | 8’   |

| Pédale C-f1 |     |
| Sous-basse  | 16’ |
| Basse       | 16’ |
| Flûte       | 4’  |

| 17 регистров, 2 мануала и педаль (17/II/P). |
| Электрическая трактура, виндлады системы мембраненладе.                                                                                                 |
| Вспомогательные устройства: - копулы мануалов: II/I, II 16’/I, II 4’/I; - копулы к педали: II/P, I/P; - швеллер II мануала; - готовая комбинация Tutti. |

Органистами церкви в разные годы были музыканты из династии Гедике: Карл Андреевич и Фёдор Карлович (Фридрих-Александр-Пауль), а также Александр Фёдорович Гедике, который заменял иногда своего отца. В 1999—2012 годах органистом был Дмитрий Ушаков.

## Персоналии

### Настоятели

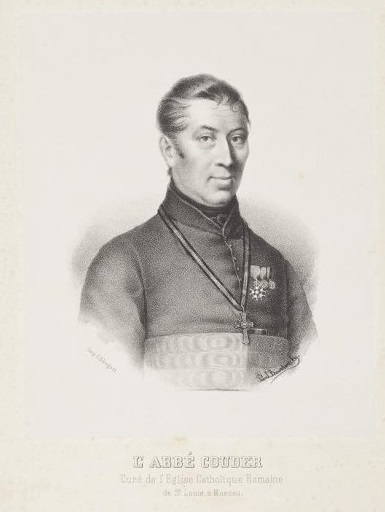
Аббат Кудэ, гравюра

- 1789—1793 о. Пем де Матиньикур (Матиникур, фр. Pesme de Matignicourt)[15]
- 1793—1802 о. Гойе (Gohier)
- 1802—1805 о. Кьен (Kien)
- 1805—1807 о. Марион
- 1807—1812 Адриен Сюррюг (Adrien Surrugues)
- 1812—1828 о. Антуан де Малерб (Antoine de Malherbe)
- 1828—1832 о. Мишель Герье
- 1832—1835 о. Николя Энжерран
- 1835—1837 о. Шибо
- 1837—1839 о. Вюаньо
- 1839—1846 о. Отран
- 1846—1865 о. Кудэ
- 1865—1883 о. Амабль Безо
- 1883—1884 о. Медерик де Коснак
- 1884—1900 о. Леон Вивьен
- 1901—1911 о. Альбер Либерсье
- 1911—1913 о. Эжен Бертло
- 1913—1921 о. Жан-Мари Видаль (Jean-Marie Vidal)
- 1921—1926 о. Пётр Петрович Зелинский
- 1926—1936 епископ Пий Эжен Невё[16], A.A. (Pie Eugène Neveu)
- 1936—1945 о. Леопольд Браун, А.А. (Leopold Brown)
- 1945—1947 о. Джордж Антонио Лаберж, А.А. (George Anthony Laberge)
- 1947—1949 о. Жан де Мата Тома, А.А.
- 1949—1967 о. Иосиф Бутурович, Станислав Роговский, Витольд Броницкий, Михаил Тарвидис
- 1967—1990 о. Станислав Мажейка
- 1990—1991 о. Франциск Рачунас
- 1991 о. Антоний Гей
- 1991—2008 о. Бернар Ле Леаннек, А.А.
- 2008—2013 о. Адриен Массон, А.А.
- c 2013 о. Вячеслав Горохов, А.А.

### Известные прихожане
- Гедике, Александр Фёдорович, органист и педагог, народный артист РСФСР;
- Бо, Эрнест был крещен Викарием этой церкви священником Медериком де Коснак 5 декабря 1882 года

## Фотографии

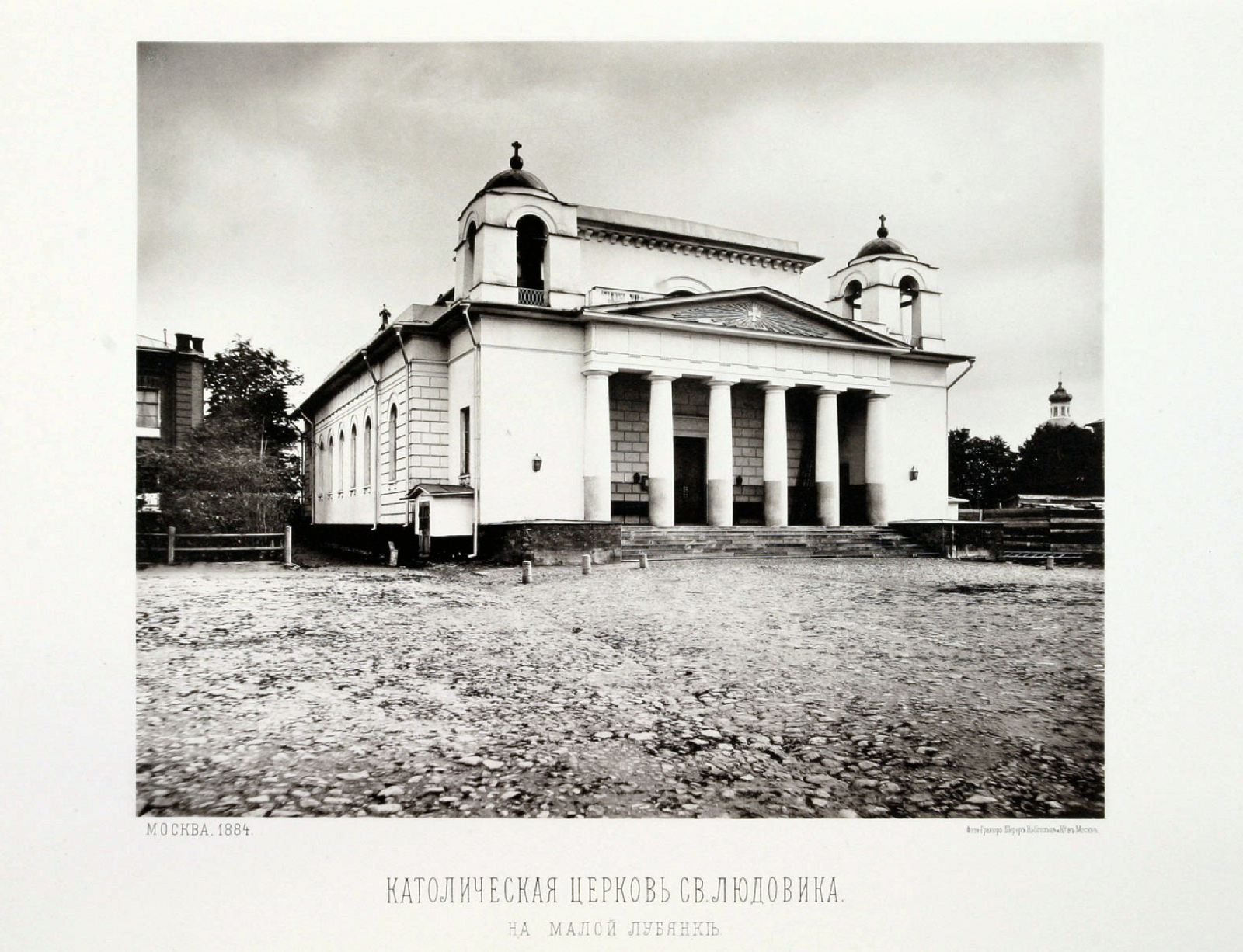
Церковь св. Людовика, 1884 г.
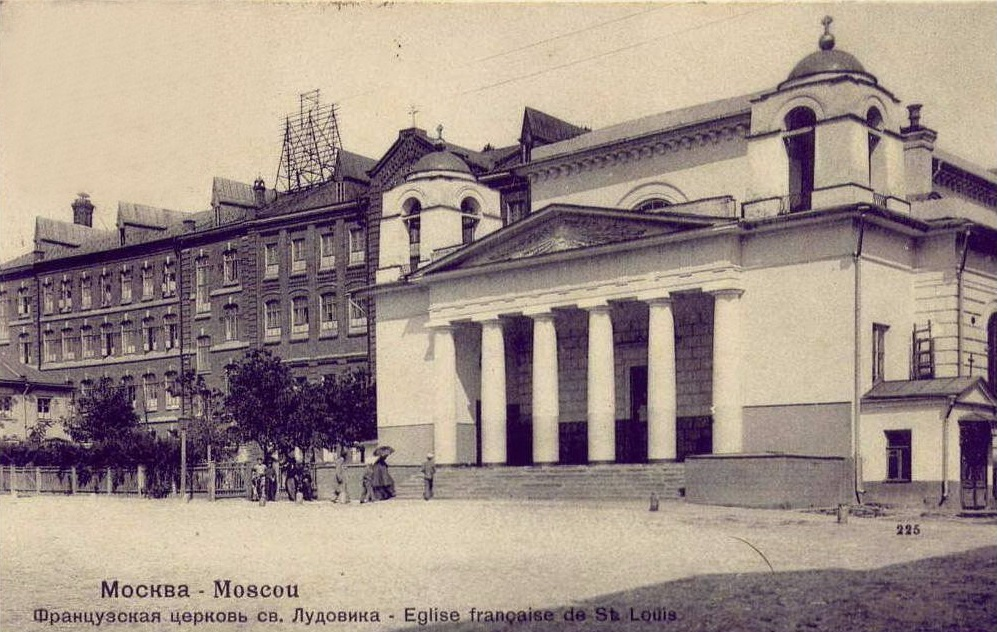
Открытка начала XX в.
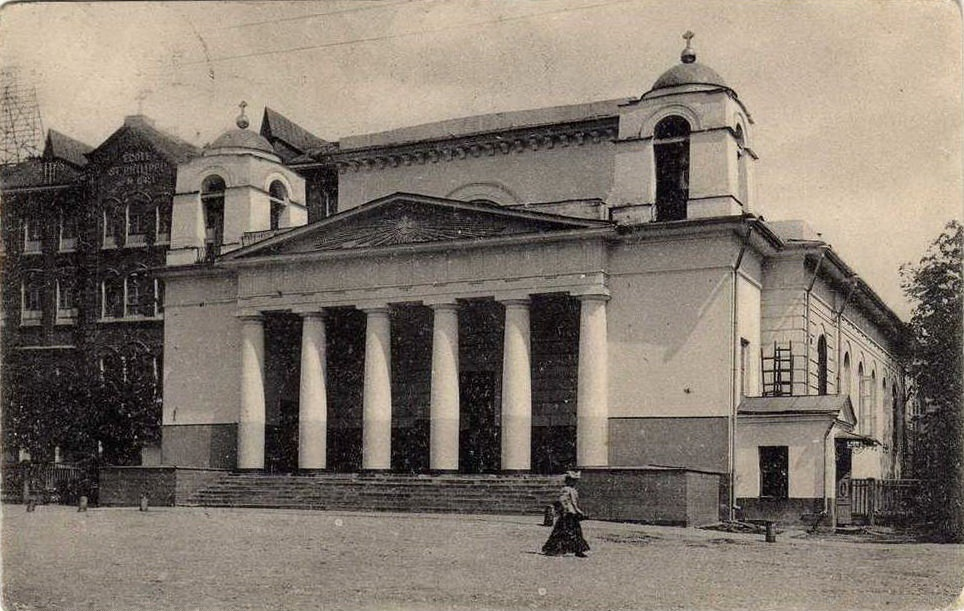
Открытка начала XX в.
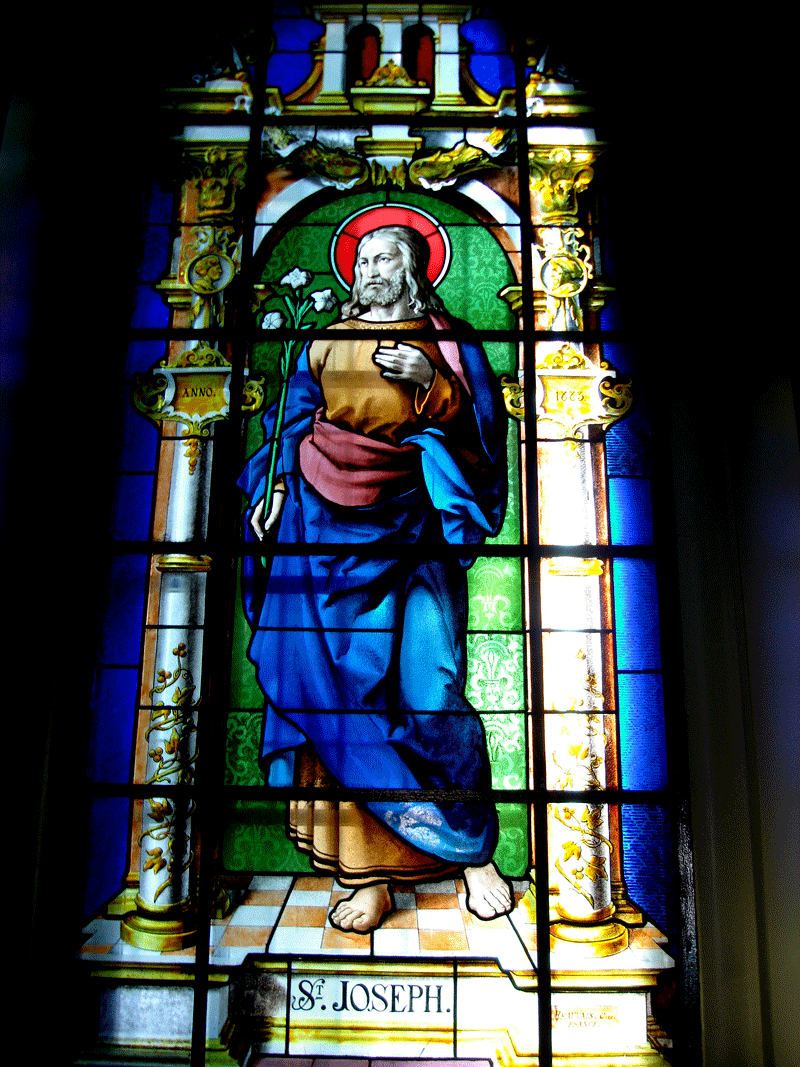
Витраж с изображением св. Иосифа. 1883 г.